# Kayabo
Kayabo est un village situé dans le district des Lacs en Côte d'Ivoire. Cette localité rurale fait partie du département de Dimbokro dans la région du N'Zi.